# Dodó kacsa húsvéti meglepetése
A Dodó kacsa húsvéti meglepetése (eredeti cím: Daffy Duck's Easter Show) 1980-ban bemutatott amerikai rajzfilm, amely a Bolondos dallamok című rajzfilmsorozat alapján készült. Az animációs játékfilm rendezője Friz Freleng. A forgatókönyvet Tony Benedict, John W. Dunn és Friz Freleng írta, a zenéjét Harper MacKay szerezte. A tévéfilm a DePatie-Freleng Enterprises és a Warner Bros. Television gyártásában készült.
Amerikában 1980. április 1-jén a NBC-en, Magyarországon 1987. április 19-én, húsvétvasárnap az MTV1-en vetítették le a televízióban.

## Szereplők
| Szereplő                       | Eredeti hang | Magyar hang                                          |
| ------------------------------ | ------------ | ---------------------------------------------------- |
| Dodó kacsa                     | Mel Blanc    | Usztics Mátyás                                       |
| Speedy Gonzales                | Mel Blanc    | Maros Gábor                                          |
| Szilveszter                    | Mel Blanc    | Koroknay Géza                                        |
| Kotnyeles kakas (Bóbita kakas) | Mel Blanc    | Gruber Hugó                                          |
| Egér polgármester              | Mel Blanc    | Miklósy György                                       |
| Egér apuka                     | Mel Blanc    | Szersén Gyula                                        |
| Speedy nagybátyja              | Mel Blanc    | Komlós András                                        |
| Csokoládégyár-tulajdonos       | Mel Blanc    | Elekes Pál                                           |
| Kacsa falkavezér               | Mel Blanc    | Rajhona Ádám                                         |
| Tyúk Ica                       | Nancy Wible  | Pásztor Erzsi                                        |
| Tyúk a tyúkólban               | Nancy Wible  | Némedi Mari                                          |
| Egérkölykök                    | Nancy Wible  | Balogh Erika Magda Gabi Straub Dezső Varga T. József |
| Ló                             | N/A          | Szuhay Balázs                                        |
| Bika                           | N/A          | Pákozdi János                                        |

### Magyar szinkron
- Munkatárs: Boros István
- Magyar szöveg: Jankovich Krisztina
- Hangmérnök: Kováts Gábor
- Rendezőasszisztens: Lakos Éva
- Vágó: Nikodém Zsigmond
- Gyártásvezető: Nagy Zoltán
- Szinkronrendező: Tomasevics Zorka
- Cím és stáblista felolvasó: Kertész Zsuzsa
- Szöveg felolvasó: Kristóf Tibor

A szinkron a Magyar Televízió megbízásából a Pannónia Filmstúdió készült 1986-ban.

## Jelenetek
- The Yolks on You
- The Chocolate Chase
- Daffy Flies North